# Горьківська сільська рада (Росія)
Го́рьківська сільська рада (рос. Горьковский сельский совет) — муніципальне утворення у складі Кушнаренковського району Башкортостану, Росія. Адміністративний центр — село Іліково.

## Населення
Населення — 940 осіб (2019, 1142 в 2010, 1413 в 2002).

## Склад
До складу поселення входять такі населені пункти:
| Населений пункт      | Населення, осіб (2002) | Населення, осіб (2010) |
| -------------------- | ---------------------- | ---------------------- |
| Гумерово, присілок   | 208                    | 184                    |
| Іліково, село        | 685                    | 541                    |
| Кизилкупер, присілок | 117                    | 82                     |
| Марс, присілок       | 119                    | 78                     |
| Саїтово, присілок    | 284                    | 257                    |